# Поруч з нами
«Поруч з нами» — радянський чорно-білий художній фільм, поставлений на кіностудії «Ленфільм» в 1957 році режисером Адольфом Бергункером. Прем'єра фільму в СРСР відбулася 6 січня 1958 року.

## Сюжет
Після закінчення московських інститутів Андрій і Микола відправляються працювати на Алтай. Вони влаштовуються працювати на місцевому заводі. Микола стає інженером, Андрій — кореспондентом і редактором заводської багатотиражки. У цій газеті він повинен написати статтю про весь колектив заводу. Ініціативний Микола незабаром починає помічати, що не все на виробництві благополучно. Передовик праці Яша Миловидов, з якого всім потрібно брати приклад, на перевірку виявляється цілком звичайним робочим. Йому штучно створюють умови, де він може перевиконувати план. Міф про його славу створив редактор багатотиражки Чумов. Крім того Миловидов кинув вагітну від нього працівницю заводу Антоніну. Друзі викривають дутого героя.

## У ролях
- Леонід Биков —  Микола
- Інокентій Смоктуновський —  Андрій
- Клара Лучко —  Антоніна
- Георгій Юматов —  Яша Миловидов
- Микола Рибников —  Чумов
- Олег Єфремов —  секретар Р. К. ВЛКСМ
- Ніна Дорошина —  Люба Звонарьова
- Людмила Шагалова —  Ніна
- Борис Чирков —  Столєтов
- Петро Лобанов —  Сюртуков
- Муза Крепкогорська —  Валя Назаренко
- Юрій Соловйов —  Володя Назаренко
- Маргарита Черепанова —  Оля
- Борис Аракелов —  токар Юра
- Анатолій Абрамов —  виконроб Мокєєв
- Віктор Бріц —  хлопець в райкомі комсомолу
- Віра Ліпсток —  Віра
- Римма Маркова —  багатодітна мати  (дебют в кіно)
- Михайло Медведєв —  попутник в поїзді
- Валентина Савельєва —  офіціантка
- Валерій Себекін —  молодий токар, готується до прийому в комсомол
- Владислав Стржельчик —  начальник цеху
- Зінаїда Шарко —  телеграфістка
- Єлизавета Уварова —  сестра  (в титрах не вказано)
- Леонід Харитонов — робітник, що звільняється  (в титрах не вказаний)
- Ніна Агапова — епізод

## Знімальна група
- Автори сценарію — Олена Катерлі, Ізраїль Меттер
- Режисер-постановник — Адольф Бергункер
- Оператор — Семен Іванов
- Художник — Віктор Савостін
- Режисер — В. Терентьєв
- Композитор — Орест Євлахов
- Звукооператор — Борис Антонов
- Монтаж — Олександри Борівської
- Директор картини — Мойсей Генденштейн